# Servizio ferroviario metropolitano di Cagliari
Die Servizio ferroviario metropolitano di Cagliari ist eine von Trenitalia betriebene Linie, die zwischen der sardischen Hauptstadt Cagliari und dem Vorort Decimomannu auf der Bahnstrecke Cagliari–Golfo Aranci Marittima verkehrt.
Die Linie wurde am 10. Juni 2001 mit Halten in Cagliari Elmas und Assemini und einer Taktdichte von circa 120 Minuten eingerichtet.
Am 14. Juni 2009 wurde die Linie um die Haltestellen Cagliari Santa Gilla, Assemini Carmine und Assemini Santa Lucia erweitert, wobei die Zeit für eine Fahrstrecke auf 23–24 Minuten und die Taktdichte auf circa 30 Minuten in der Hauptverkehrszeit stieg.
Im Jahr 2011 hat die als servizio metropolitano (M) bezeichnete Linie, die alle Haltestellen bedient, keine einheitliche Taktung. Am Vormittag verkehren zwei Züge pro Richtung und, nach einer Pause von circa 6 Stunden, wird nachmittags eine Taktdichte von circa 90 Minuten eingehalten. Die Strecke wird jedoch auch von Regionalzügen (R) mit Halten in Cagliari Elmas und Assemini sowie ohne Zwischenhalte befahren.
Eingesetzt werden Triebwagen vom Typ FS ALn 668, FS ALn 663 und FS ALn 501.
Nach einer am 4. Mai 2011 vorgestellten ÖPNV-Studie der Transport Planning Service (Tps) soll als begleitende Maßnahme der Verkehr auf der Linie Cagliari–Decimomannu intensiviert und ein Taktfahrplan eingeführt werden.
Am 9. Juni 2013 wurde der Flughafenbahnhof Elmas Aeroporto eröffnet. Gleichzeitig wurden die Haltepunkte Assemini Carmine und Assemini Santa Lucia geschlossen. Sie werden wieder angefahren, es besteht ein Stundentakt mit Abweichungen im Jahr 2016.